# You (série)
Pour les articles homonymes, voir You.

You (and Your …) est une série de courts métrages d'animation à but pédagogique, produite dans les années 1950 par les Walt Disney Productions. Cette série était présentée dans l'émission de télévision américaine The Mickey Mouse Club.

## Principe
Dans cette série, Jiminy Cricket, qui tient le rôle de « la bonne conscience » dans le film Pinocchio, reprend ici un rôle de pédagogue. Il apprend au spectateur le corps humain.

## Filmographie
- You and Your Five Senses (mai 1956, mis à jour le 23 août 1990) réalisé pour l'émission Mickey Mouse Club puis distribué au format 16 mm dans les écoles. Jiminy Cricket explique le fonctionnement des cinq sens[2]
- You the Human Animal (mai 1956, mis à jour le 23 août 1990) réalisé pour l'émission Mickey Mouse Club puis distribué au format 16 mm dans les écoles. Jiminy Cricket explique la particularité humaine de la pensée et du raisonnement[3]
- You and Your Ears (mai 1957, mis à jour en mars 1990) réalisé pour l'émission Mickey Mouse Club puis distribué au format 16 mm dans les écoles. Jiminy Cricket explique le fonctionnement des sens[2]
- You and Your Eyes (mai 1957, mis à jour en mars 1990) réalisé pour l'émission Mickey Mouse Club puis distribué au format 16 mm dans les écoles. Jiminy Cricket explique le fonctionnement des yeux[2]
- You and Your Food (décembre 1958, mis à jour le 23 août 1990) réalisé pour l'émission Mickey Mouse Club puis distribué au format 16 mm dans les écoles. Jiminy Cricket explique le fonctionnement de l'alimentation[2]
- You the Living Machine (décembre 1958, mis à jour le 23 août 1990) réalisé pour l'émission Mickey Mouse Club puis distribué au format 16 mm dans les écoles. Jiminy Cricket explique la transformation de la nourriture en énergie[3].